# خلف بن هشام
خلف بن هشام هو خلف بن هشام بن ثعلب بن خلف بن ثعلب بن هشيم بن ثعلب بن داود بن مقسم بن غالب الأسدى البغدادي البزار وكنيته أبو محمد، ولد سنة 150 هـ.
وهو أحد الرواة عن سليم عن حمزة . وأختار لنفسه قراءة فكان أحد القراء العشرة، يسمى بخلف العاشر نسبة إلى أنه كان عاشر أئمة القراءات العشر.
أخذ القراءة عرضاً عن سليم بن عيسى وعبد الرحمن بن أبي حماد عن حمزة ، ويعقوب بن خليفة الأعشى ، وأبي زيد سعيد بن أوس الأنصاري عن المفضل الضبى.

## وصلات خارجية
1- مجموعة من السور برواية خلف عن حمزة بصوت الشيخ مشاري راشد العفاسي :